# Corail (gemeente)
Corail (Haïtiaans-Creools: Koray) is een stad en gemeente in Haïti met 19.600 inwoners. De plaats ligt aan de noordkust van het schiereiland Tiburon, 26 km ten oosten van de stad Jérémie. Het is de hoofdplaats van het gelijknamige arrondissement in het departement Grand'Anse.
Er wordt maniok, koffie, suikerriet en cacao verbouwd. Ook is er een vissershaven. Verder wordt er bauxiet gevonden.

## Indeling
De gemeente bestaat uit de volgende sections communales:
| Nr. | Naam                  | Km²   | Inw.2015 |
| --- | --------------------- | ----- | -------- |
| 1   | Duquillon             | 48,14 | 11.262   |
| 2   | Fond d'Icaque         | 39,65 | 6.021    |
| 3   | Champy (Nan Campêche) | 20,72 | 2.283    |